# Lycium leiostemum
Lycium leiostemum är en potatisväxtart som beskrevs av Hugh Algernon Weddell. Lycium leiostemum ingår i släktet bocktörnen, och familjen potatisväxter. Inga underarter finns listade i Catalogue of Life.